# Geta, Åland
Geta este o comună din Finlanda.